# Beaux Arts Magazine
Beaux Arts Magazine este o revistă franceză de artă fondată în 1983 și dedicată artelor vizuale în toate formele și perioadele lor. Este o revistă care apare lunar.

## Istoric
Fondată și condusă de Thierry Taittinger, Beaux Arts Magazine a devenit una dintre cele mai bine vândute reviste europene din domeniul său cu aproape 50.000 de exemplare pe număr în 2005. În 1994, Beaux Arts Magazine a fost completată de editura Beaux Arts care publică în fiecare an lucrări despre creație și știri artistice: caiete de expoziție dedicate expozițiilor temporare, numere speciale dedicate colecțiilor permanente, cataloage, albume, antologii și cărți despre artă.
În mai 2016, Beaux Arts Magazine a fost achiziționată de Frédéric Jousset, cofondator și președinte al Webhelp. El însuși este patron, colecționar și iubitor de artă. În octombrie 2017, Beaux Arts Magazine a publicat numărul 400. Redacția este condusă de Fabrice Bousteau.